# Leming norweski
Leming norweski, leming właściwy, leming górski (Lemmus lemmus) – gatunek ssaka z podrodziny karczowników (Arvicolinae) w obrębie rodziny chomikowatych (Cricetidae).

## Zasięg występowania
Leming norweski jest endemiczny dla Półwyspu Fennoskandzkiego, w szczególności Półwyspu Skandynawskiego (Norwegia oraz północna i zachodnia Szwecja), północnej Finlandii i Półwyspu Kolskiego (północno-zachodnia Rosja); granica południowa zmienia się na okołu 200 km, przesuwając się na południe podczas cyklicznych szczytów.

## Taksonomia
Gatunek po raz pierwszy zgodnie z zasadami nazewnictwa binominalnego opisał w 1758 roku szwedzki przyrodnik Karol Linneusz nadając mu nazwę Mus lemmus. Holotyp pochodził z Lappmark, w Szwecji.
L. lemmus jest blisko spokrewniony z L. sibiricus i krzyżuje się z nim w warunkach laboratoryjnych. Autorzy Illustrated Checklist of the Mammals of the World uznają ten takson za gatunek monotypowy.

### Etymologia
Lemmus: norw. lemming „leming”.

## Morfologia
Długość ciała (bez ogona) 112–150 mm, długość ogona 10–18 mm; masa ciała 40–130 g.

## Tryb życia
Charakterystycznie, dość jaskrawo ubarwiony leming górski jest aktywny zarówno w nocy, jak i w dzień, przy czym okresy jego aktywności przeplatane są krótkimi okresami odpoczynku. Żywią się trawą, gałązkami i pąkami karłowatych krzewów, a przede wszystkim mchem. W zimie poszukując pożywienia kopie chodniki tuż nad powierzchnią zamarzniętej ziemi w śniegu. Lemingi są znane przede wszystkim ze zdarzających się co 3 lub 4 lata gwałtownych, wręcz wybuchowych wzrostów liczebności, określanych jako masowe pojawy. Ich przyczyna nie jest jeszcze dokładnie znana, ale wiadomo, że ciepła, łagodna wiosna następująca po 2 albo 3 latach niskiej liczebności lemingów powoduje w tym samym lub następnym roku gwałtowny wzrost ich zagęszczenia. Następujące wówczas przegęszczenie zmusza te zwierzęta do migracji na sąsiednie, nie opanowane przez nie tak silnie tereny. Wiele lemingów zostaje pożartych przez drapieżniki, a jeszcze więcej traci życie podczas prób przepłynięcia jezior i rzek. W żadnym jednak razie nie należy sądzić, że lemingi świadomie popełniają zbiorowe samobójstwo.

### Rozmnażanie
Na wiosnę, gdy jeszcze leży śnieg, rozpoczyna się okres godowy tego gryzonia, a w ciągu krótkiego arktycznego lata samica może urodzić do 8 miotów po 6 młodych w każdym.